# Noel Guglielmi
Noel Albert Guglielmi (Santa Mónica, California), también conocido como Noel Gugliemi o Noel G., es un actor estadounidense. Es conocido por interpretar a miembros estereotípicos de pandillas mexicanas y centroamericanas.

## Primeros años
Guglielmi es de ascendencia italiana y mexicana. Después de ser abandonado por sus padres, se quedó sin hogar a los trece años de edad y comenzó una vida criminal. Ha declarado que «estaría muerto o en la cárcel» si no se hubiera dedicado a la actuación.

## Carrera
Su carrera como actor tomó impulso en 2001, cuando interpretó a Hector en The Fast and the Furious. Posteriormente interpretó papeles como pandillero hispano en filmes como Training Day, Bruce Almighty, S.W.A.T. y Crank. Asimismo, interpretó a un estudiante en la comedia Old School.
También tuvo un papel en The Dark Knight Rises, del director Christopher Nolan, como un exprisionero que está a cargo de exiliar a las élites corruptas durante la revolución de Bane. En 2015, repitió su papel de Hector en Furious 7. En 2018, hizo de un narcotraficante víctima de brutalidad policial en el thriller independiente Dragged Across Concrete, protagonizado por Mel Gibson y Vince Vaughn.
Se ha difundido erróneamente en internet que Guglielmi ha interpretado personajes llamados Hector en más ocasiones de las que realmente lo hizo. Por ejemplo, el periódico As afirmó que el actor se llamaba Hector en «más de 30 series y películas». En realidad, ha interpretado a un personaje llamado Hector en ocho proyectos diferentes e independientes entre sí, siendo The Fast and the Furious el primero de ellos.

## Vida personal
Es cristiano y regularmente da charlas motivacionales en iglesias, escuelas y empresas. Aunque a menudo interpreta a pandilleros, habla con los jóvenes para que no se involucren en pandillas.